# Пони (Оклахома)
Пони (англ. Pawnee) — город и административный центр округа Пони в американском штате Оклахома. По данным переписи населения США 2020 года, численность населения составляла 1936 человек.

## Население
| 2010 | 2020  |
| ---- | ----- |
| 2196 | ↘1936 |